# Кольбе, Георг

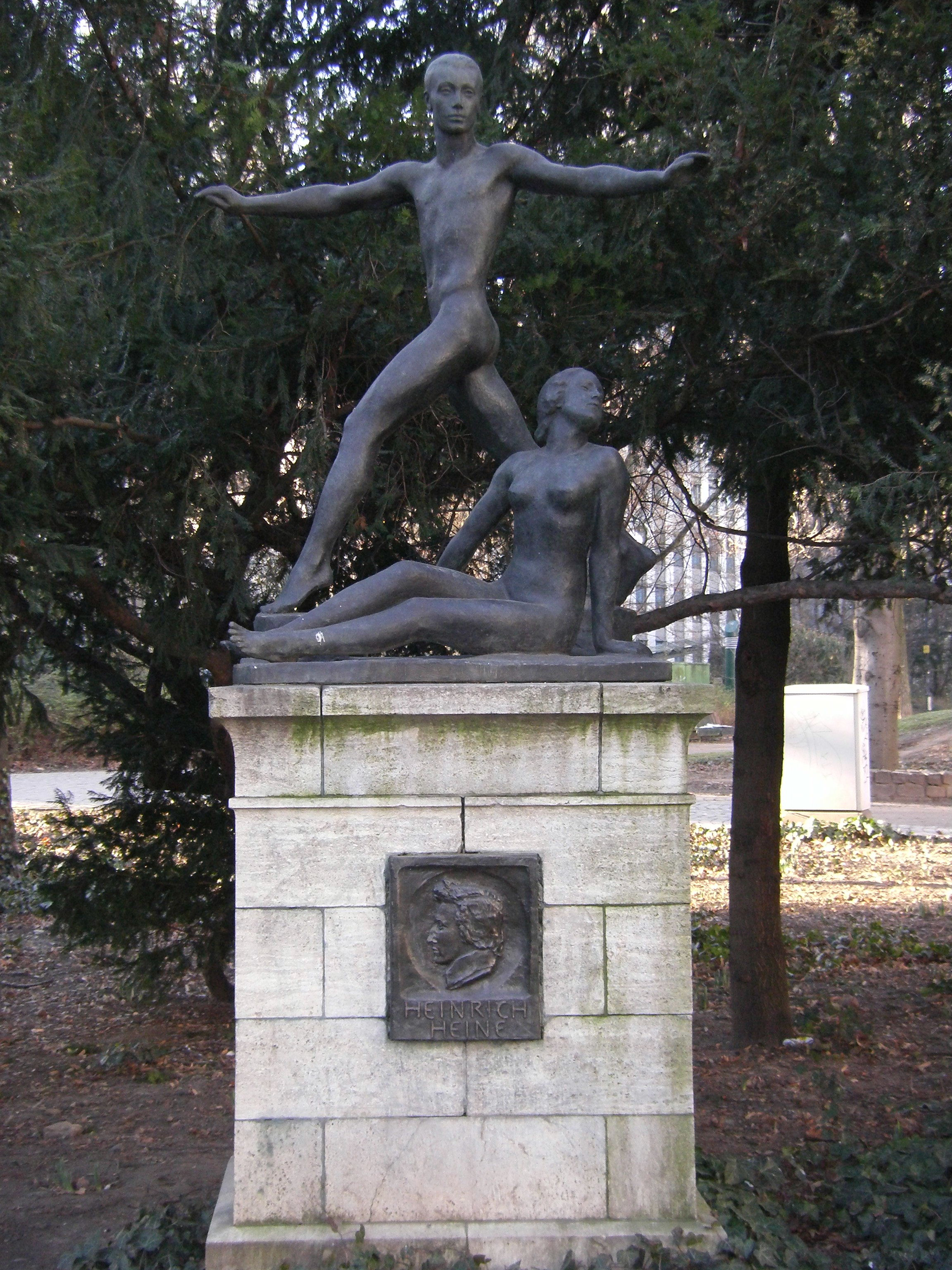
Памятник Генриху Гейне во Франкфурте-на Майне

Георг Кольбе (нем. Georg Kolbe; 15 апреля 1877, Вальдхайм, Саксония — 20 ноября 1947, Берлин) — немецкий скульптор. Имя Кольбе носит премия, присуждаемая Союзом художников Берлина.

## Биография
Георг Кольбе был четвёртым из восьми детей художника-декоратора Теодора Эмиля Кольбе и его супруги Каролины Эрнестины Краппес. Дед Георга, Готфрид Кольбе был часовщиком и музыкантом. Старший брат Георга Рудольф Кольбе стал известным архитектором и художником в Лейпциге.
С 1892 по 1893 год Кольбе учился декоративной живописи в Школе прикладного искусства Дрездене. В 1895 году продолжил обучение в Мюнхене сначала в частной школе, в затем в Художественной академии. В 1897 году учился в Академии Жюлиана в Париже, где познакомился со скульптором графом Гансом Альбрехтом Харрахом и харизматичным поэтом Людвигом Дерлетом. В 1898 году он вернулся в Мюнхен и обручился с Анной Дерлет, сестрой поэта. Однако вскоре уехал в Рим, чтобы избежать влияния Дерлетов. Там он учился литографии и под влиянием Луи Тюайона увлёкся скульптурой. Познакомился с Рихардом Шайбе, с которым его связывала дружба на протяжении всей жизни. В 1899 году совершил путешествие в Тунис и Алжир, а в 1900 году — в Неаполь, Помпеи, на Капри и Корсику. В том же году познакомился с Зигфридом Вагнером. В 1901 году в Байройте познакомился с голландкой Беньяминой ван де Меер де Вальхерен, которая брала там уроки вокала.
13 февраля 1902 года в Уккеле под Брюсселем состоялась свадьба Георга Кольбе с Беньяминой. 19 ноября 1902 года в Лейпциге родилась его дочь Элеонора. В 1904 году Кольбе переехал в берлинский район Шарлоттенбург. Галерист Пауль Кассирер стал его агентом. В 1905 году Кольбе вступил в Берлинский сецессион, в том же году был стипендиатом Виллы Романа во Флоренции. В 1906 году его избрали в правление Берлинского сецессиона.
Широкой публике Георг Кольбе стал известен в 1912 году благодаря работе «Танцовщица», которую приобрела Национальная галерея Берлина.
В 1913 году он предпринял путешествие в Египет. Вступил в Свободный сецессион.
В 1914 году отправился добровольцем на фронт, воевал в Восточной Пруссии и в Польше. В 1915 году прошел обучение на летчика, но не был зачислен в состав люфтваффе. В 1917 году находился в Стамбуле, создал памятник павшим. В 1918 году получил звание профессора. В 1919 году стал членом Прусской академии искусств, президентом Свободного сецессиона.
Работы Кольбе, в которых заметно влияние Родена и Майоля, участвовали в многочисленных выставках.
В 1927 году скоропостижно скончалась Беньямина Кольбе.
В 1928 году началось строительство жилого дома и ателье скульптора в Шарлоттенбурге. Кольбе был выбран в правление Союза немецких художников.
В 1932 году он предпринял поездку в Советскую Россию.
После прихода к власти национал-социалистов в 1933 году многие произведения Кольбе были демонтированы, в частности памятник Генриху Гейне, созданный в 1913 году по заказу города Франкфурта-на-Майне, и фонтан имени братьев Ратенау, установленный в 1930 году в народном парке Реберге в Берлине. Памятник Гейне был сброшен с цоколя членами гитлерюгенда и пережил времена диктатуры и Второй мировой войны под названием «Весенняя песня» в Штеделевском художественном институте. В 1947 году он был восстановлен на прежнем месте. Фонтан братьев Ратенау был демонтирован в 1934 и расплавлен в 1940 году. Через 50 лет он был восстановлен по фотографиям.
В 1935 году Кольбе стал председателем Союза немецких художников, который в 1936 году был распущен. Город Франкфурт-на-Майне присудил ему приз им. Гёте. Многие его произведения этого периода были отмечены тягой к героической монументальности.
В 1938 году Кольбе ездил в Испанию и выполнил скульптурный портрет Франко.
В 1939 году ему удалили раковую опухоль.
Наряду с Арно Брекером, Фрицем Климшем, Йозефом Тораком Кольбе был включен Гитлером в специальный «список наделенных божественным даром», означавший освобождение от призыва на фронт.
В 1942 году по случаю 65-летия он был награждён медалью им. Гёте в области науки и искусства. В 1943 году в результате бомбардировок были уничтожены модели в литейной мастерской и повреждено ателье. Кольбе был эвакуирован в Силезию.
В 1945 году он вернулся в Берлин. После войны был членом «Культурного союза демократического обновления Германии».
В 1946 году Кольбе восстановил свой дом. Пережил операцию на глазах. Снова заболел раком. В 1947 году ему сделали две операции на глазах и две операции по удалению раковой опухоли.
Кольбе скончался 20 ноября 1947 года в Берлине. Он был похоронен на кладбище Хеерштрассе.

## Мастерская Кольбе в Берлине
В 1928—1929 гг. в сотрудничестве со швейцарским архитектором Эрнстом Ренчем Кольбе построил дом-мастерскую на Зенсбургее-Аллее (нем. Sensburger Allee) в берлинском районе Вестенд. Вскоре рядом был построен дом для дочери Кольбе. В завещании Кольбе просил организовать в своём доме-мастерской публичный музей с выставкой его работ. В 1949 году был учреждён фонд, открывший в 1950 году музей Георга Кольбе. До начала 1960-х годов в доме-мастерской сохранялась оригинальная атмосфера художественного ателье.

## Работы
Яванская танцовщица, 1920, хранится в Государственном музее изобразительных искусств имени А. С. Пушкина.

## Галерея

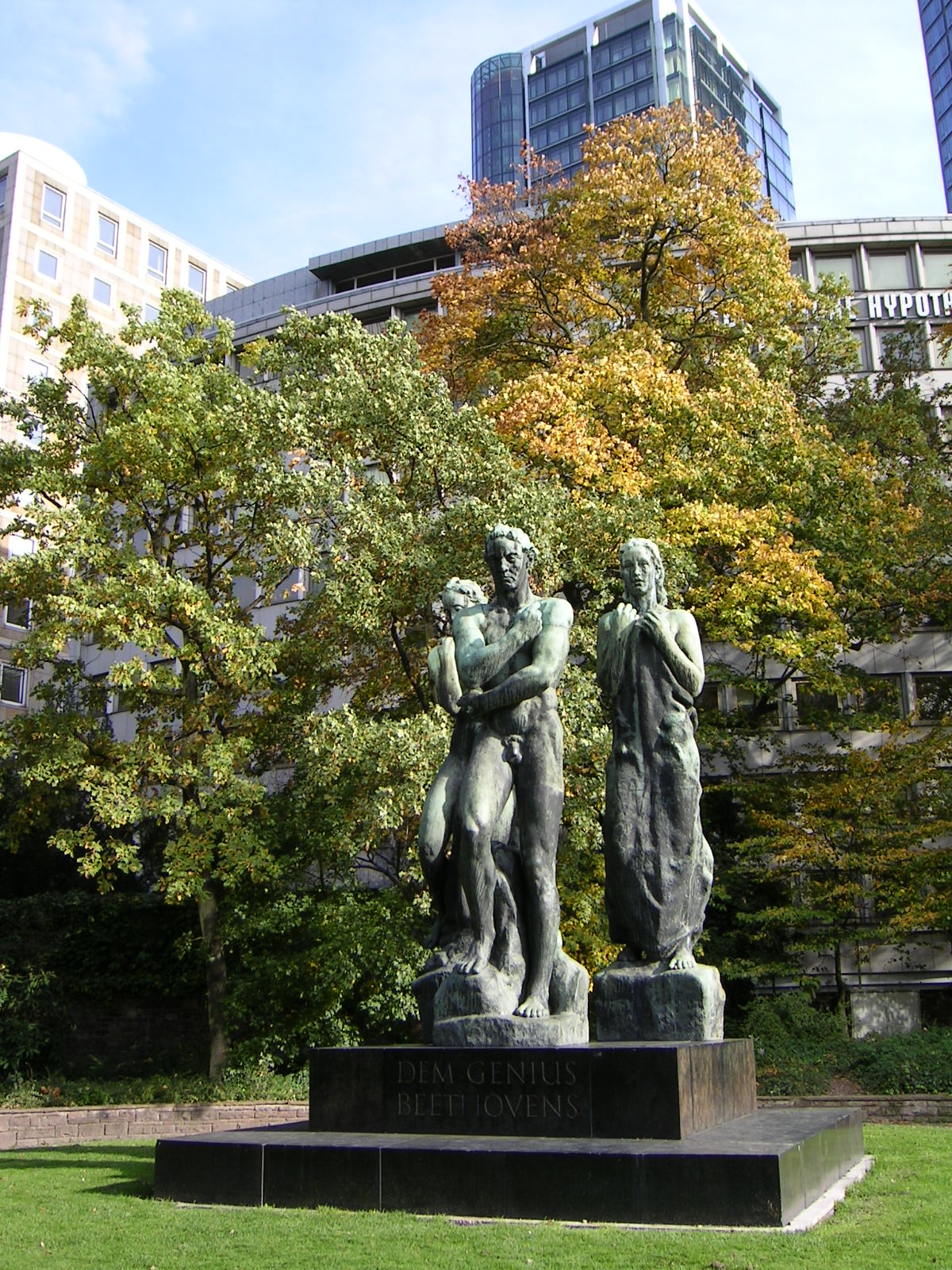
Памятник Бетховену, Франкфурт
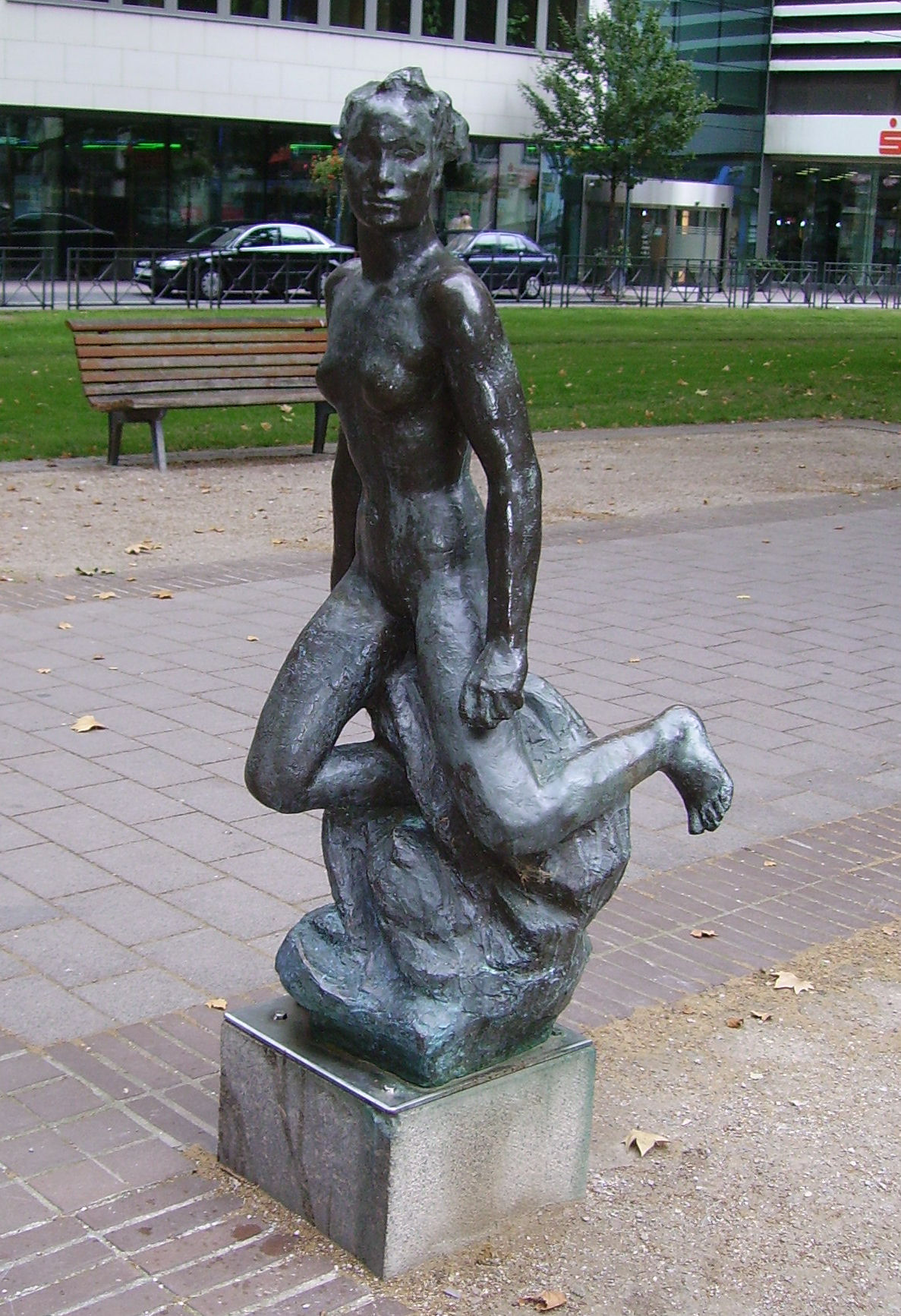
«Гений в полёте», Людвигсхафен
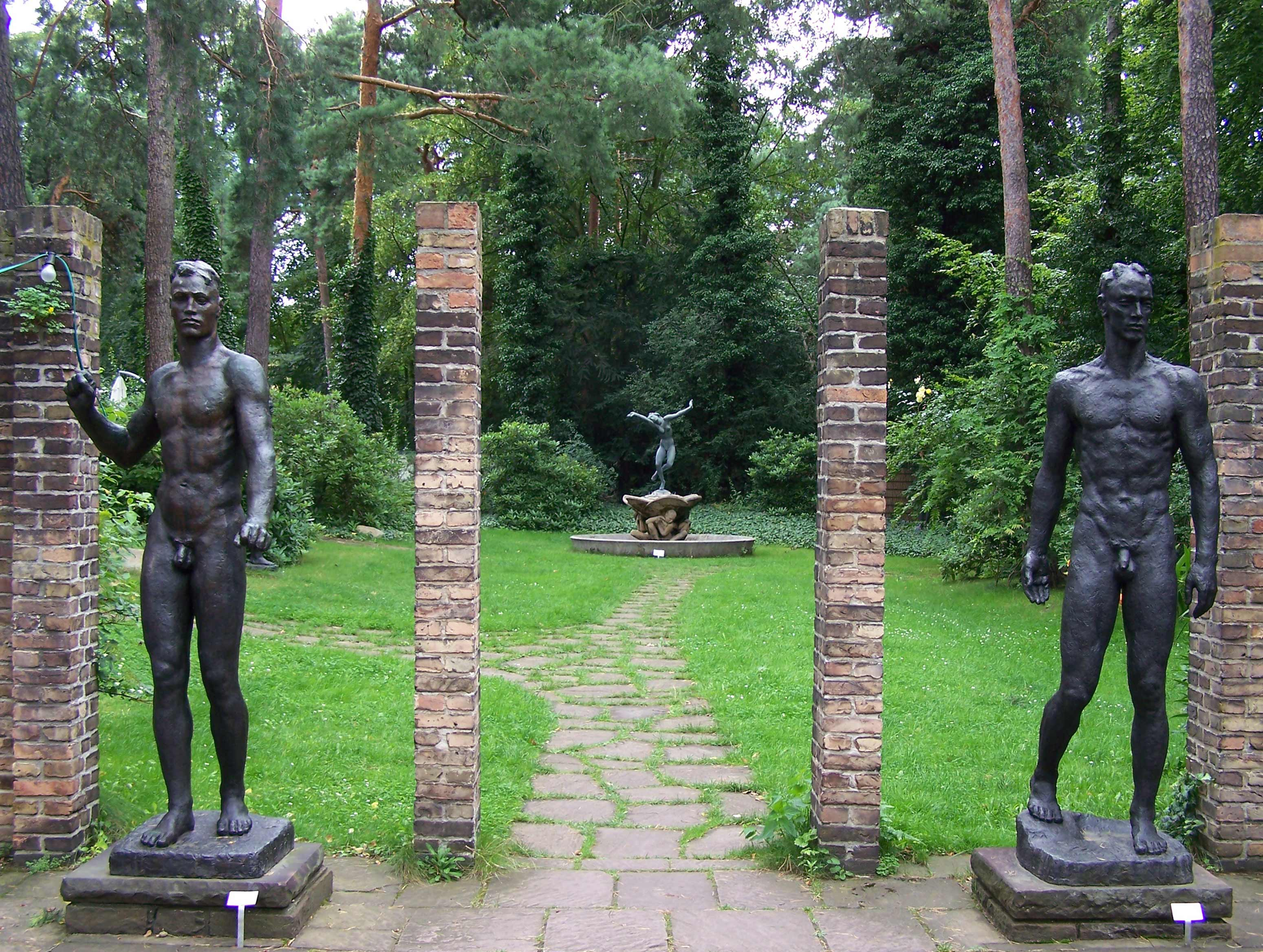
В саду берлинского Музея Георга Кольбе
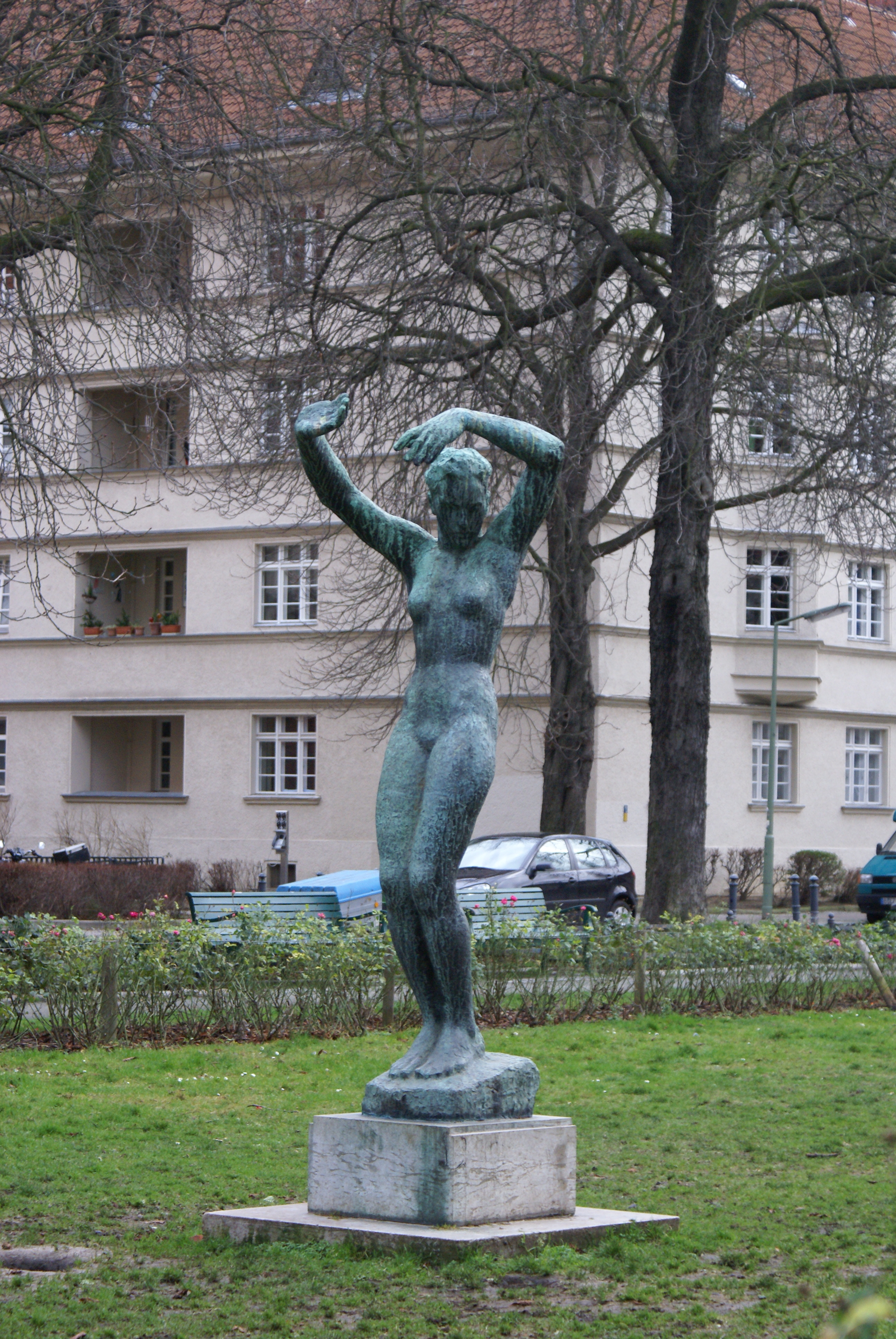
«Утро», Цецилиенгертен, Берлин
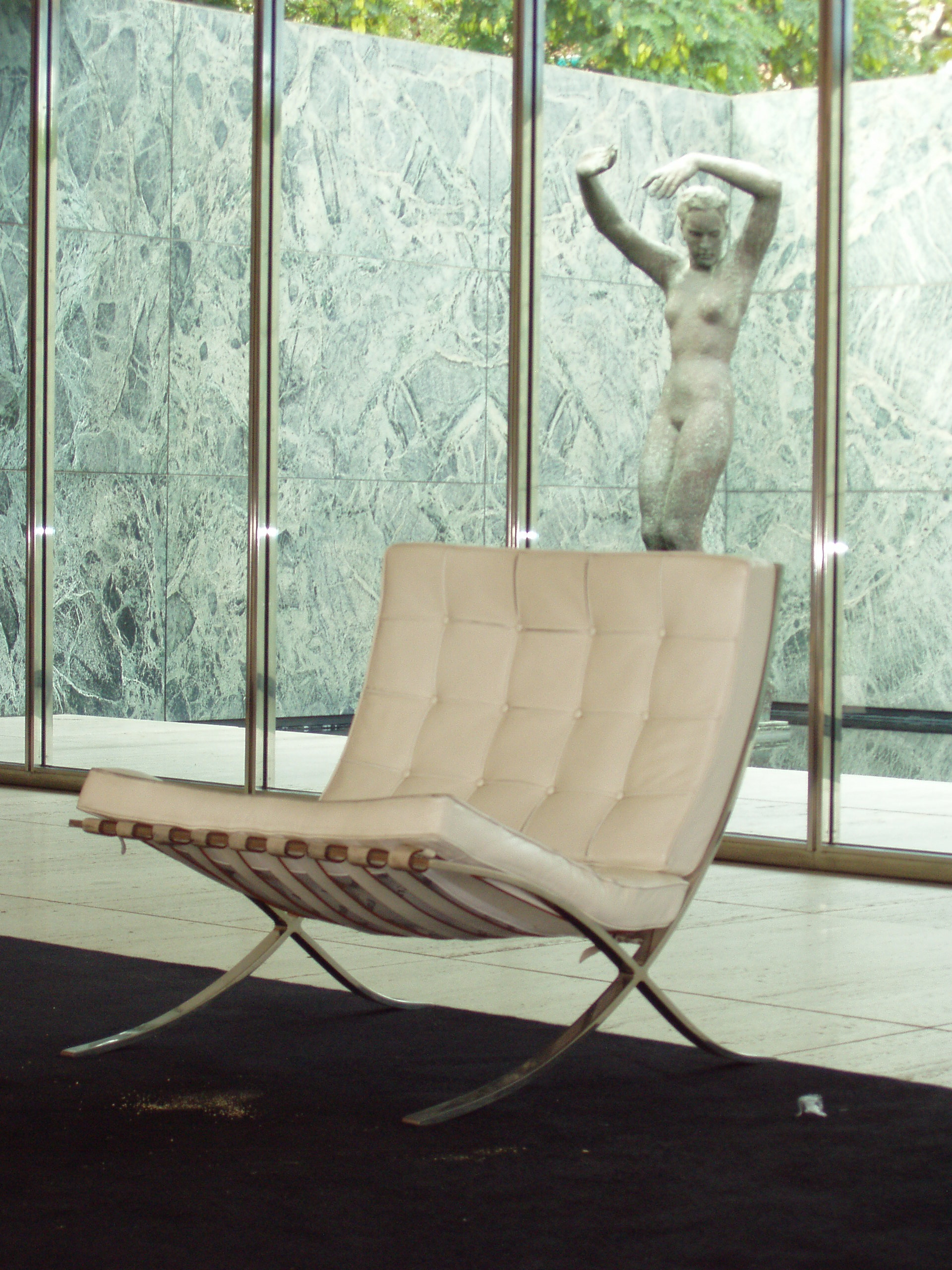
Копия скульптуры «Утро», Павильон Германии, Барселона